# Fère-en-Tardenois
Fère-en-Tardenois é uma comuna francesa na região administrativa de Altos da França, no departamento de Aisne.